# فوجیوارا نو سیشی
فوجیوارا نو سیشی ((به ژاپنی: 藤原娍子 Fujiwara no Seishi); 972 – ۲۵ آوریل ۱۰۲۵) کوگو و همسر امپراتور سانجو اهل ژاپن بود.